# Gruzińska Formuła 3
Gruzińska Formuła 3 – zawody według przepisów Formuły 3, rozgrywane w Gruzji.
Wyścigi Gruzińskiej Formuły 3 odbyły się jedynie w 1965 roku. O mistrzostwie decydował rozegrany 13 czerwca wyścig na torze Wake-Saburtało, który wygrał Konstantin Całkałamanidze. Mistrzostw Gruzji w wyścigach samochodów jednomiejscowych nie rozgrywano następnie do 1988 roku, kiedy to zorganizowano mistrzostwa Formuły Mondial i Formuły Easter.

## Mistrzowie
| Sezon | Kierowca                  | Zespół         | Samochód           |
| ----- | ------------------------- | -------------- | ------------------ |
| 1965  | Konstantin Całkałamanidze | DOSAAF Tbilisi | Melkus 64-Wartburg |